# Ocean Park Hong Kong
Ocean Park Hong Kong (caractères traditionnels : 香港海洋公園 ; simplifiés : 香港海洋公园 ; pinyin : Xiānggǎng Hǎiyáng Gōngyuán ; en cantonais, hoeng1 gong2 hoi2 joeng4 gung1 jyun2) est un parc de loisirs situé dans le district Sud de l'île de Hong Kong. Le thème de ce parc d'attractions est le monde marin. Le public peut aller à Ocean Park en taxi, en métro grâce à la station Ocean Park ou par Citybus. Il est ouvert depuis 1977 et sa superficie est d'environ 170 000 m2. Près de 5 millions de personnes visitent chaque année ce parc. Ocean Park Corporation, organisation à but non lucratif, est le propriétaire et gérant de ce parc d'attractions. 
Ce parc a été classé septième dans The World’s Most Popular Amusement Parks (classement mondial des parcs d'attractions les plus populaires) par Forbes en juin 2006.
Le parc a accueilli 5,1 millions de visiteurs en 2010, ce qui le place à la 17e place mondiale des parcs les plus visités, et à la 7e place asiatique. En 2009, le parc avait accueilli 200 000 de plus que Hong Kong Disneyland, son principal concurrent. En 2010, Hong Kong Disneyland a accueilli 100 000 visiteurs de plus que Ocean Park.

## Description

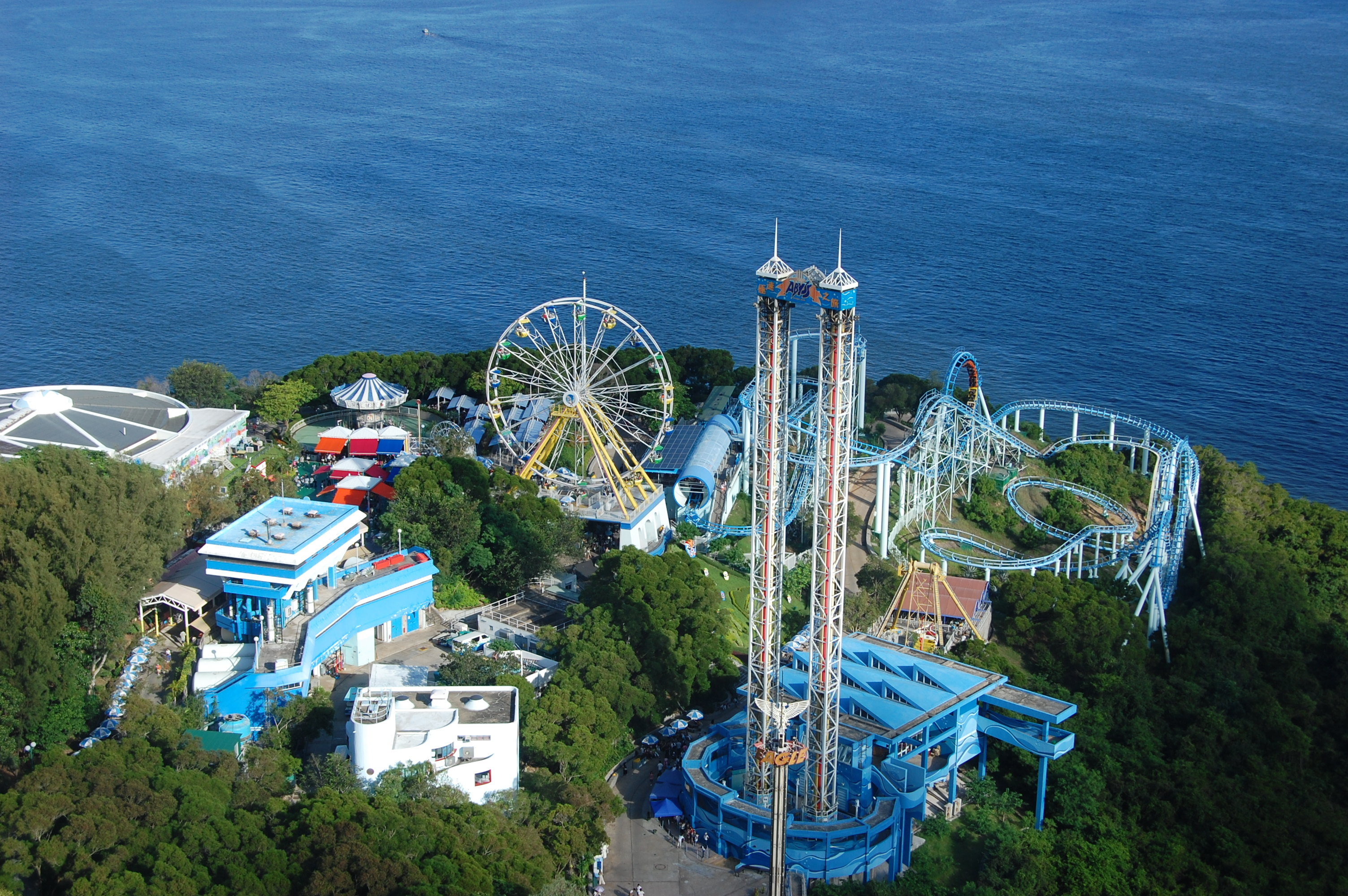
Des attractions dans la section du sommet.

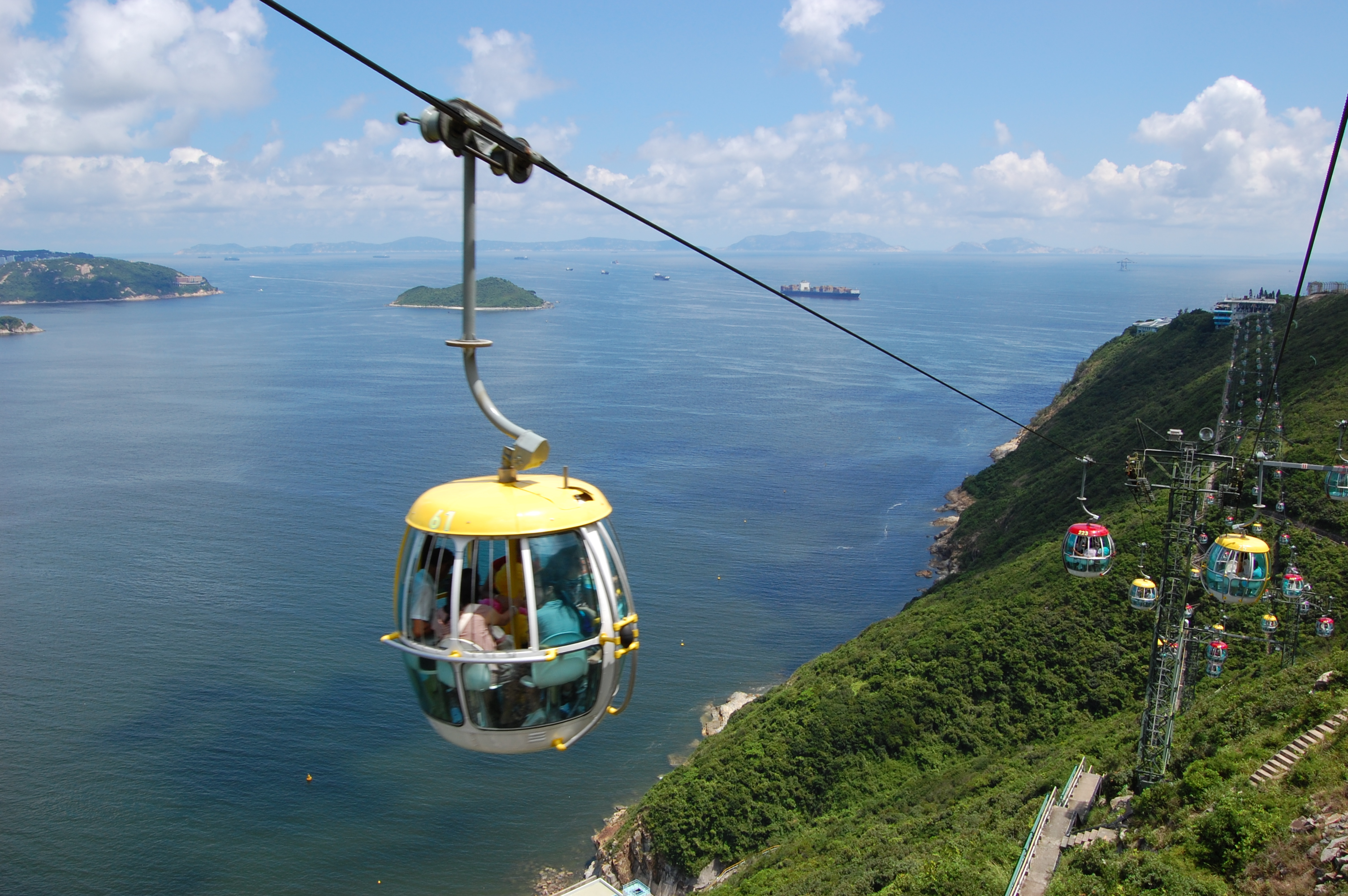
La télécabine entre les deux parties de Ocean Park.

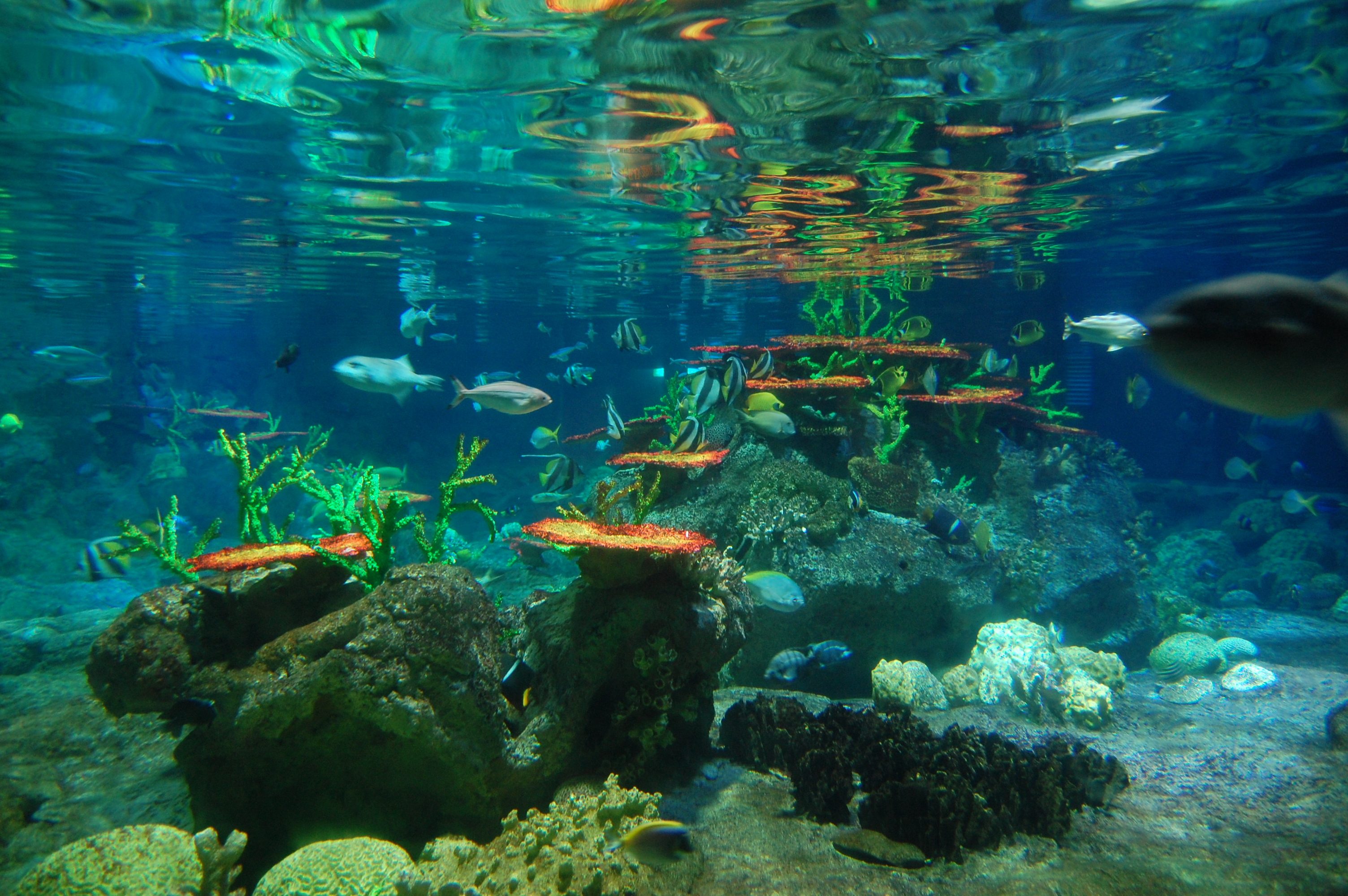
Un des aquariums.

Ocean Park est divisé en deux sections — la Sommet et le Front de mer (Summit et Waterfront) —, reliées entre elles par une télécabine de 1,5 km de long.
Le parc compte actuellement 53 attractions et spectacles — dont 22 attractions — ainsi que des aquariums. En plus de posséder quatre montagnes russes, Ocean Park possède une grande animation avec des pandas (au nombre de quatre : An An, Jia Jia, Le Le et Ying Ying), un aquarium avec des méduses ainsi qu'un aquarium avec des requins. Il existe également un aquarium avec 4 histoires racontées et plus de 2 000 poissons à l'intérieur, Aqua City (2011) : la dernière zone incluant un nouvel aquarium, Symbio, un nouveau spectacle nocturne. La mascotte officielle du parc est l'otarie Whiskers. 
En plus d'être un parc d'attractions, Ocean Park Hong Kong gère également des observatoires maritimes, des laboratoires de recherches très développées, un département éducation et un Fond de protection des baleines et des dauphins.

## Principales attractions

### Montagnes russes
- Arctic Blast : montagnes russes E-Powered construites par Mack Rides en 2012.
- Dragon : montagnes russes en métal construites par Arrow Dynamics en 1984. Le parcours fait trois inversions.
- Hair Raiser : montagnes russes sans sol construites par Bolliger & Mabillard en 2011. Le parcours fait trois inversions et les trains vont jusqu'à 88 km/h.
- Wild West Mine Train : train de la mine construit par Zamperla en 1999.

### Attractions aquatiques
- Raging River : bûches à travers des cascades tropicales.
- The Rapids : bouées dans la forêt tropicale construit en 2011 par Intamin.

### Attractions à sensations
- Abyss : Space Shot et Turbo Drop de S&S - Sansei Technologies d'une hauteur de 62 mètres qui fait chuter les passagers jusqu'à 65 km/h.
- Crazy Galleon : bateau à bascule de Huss Park Attractions.
- Eagle : Condor de Huss Park Attractions.
- Flash : Ultra Max qui tourne jusqu'à 22 mètres dans les airs, construite par Mondial Rides en 2010.
- Rev Booster : Music Express de Mack Rides ouvert en 2011.
- Space Wheel : Enterprise de Huss Park Attractions.
- Whirly Bird : Aviator de Chance Rides ouvert en 2011.

## Historique

### XXesiècle
Le parc a été construit grâce à l'argent de dons provenant du Jockey Club royal de Hong Kong (maintenant appelé Jockey Club de Hong Kong) et a ouvert le 10 janvier 1977. Ocean Park compte alors 12 attractions et spectacles, le nombre de travailleurs est de 300 en 1977. Lors de sa première année, Ocean Park accueillait 1,3 million de visiteurs. Le parc est géré par Ocean Park Corporation, avec un Conseil d'administration. Cette organisation privée fournit des éléments d'éducation et de divertissement sur la faune marine.
Au début du parc, la principale source de financement était le ticket d'entrée et les financements du Jockey Club. Dans la mesure où le prix du ticket était faible, Ocean Park était le plus souvent en déficit. Le 1er juillet 1987, le gouvernement établit un trust doté de 200 millions de dollars de Hong Kong issu des financements du Jockey Club, sous le mandat de l'Ocean Park Corporation Ordinance (Hong Kong Law Cap. 388). Cela sépara Ocean Park du Jockey Club. Ocean Park devint alors une organisation à but non lucratif ; l'organisation devait donc être financièrement indépendante et fut autorisé à utiliser des moyens commerciaux pour gérer le parc.
Le prix du ticket d'entrée fut progressivement relevé et le déficit devint progressivement un bénéfice. En 1992, le parc reçut 3 millions de visiteurs.
Depuis 1998, la crise financière en Asie du Sud-Est, les attractions vieillissantes et la mort de l'orque entraînèrent une baisse de fréquentation et un déficit sur plusieurs années.
Bien que le parc ait été autorisé à héberger deux pandas en 1999 (du nom de An An et Jia Jia), le nombre de visiteurs n'augmenta pas et Ocean Park dut fermer ses attractions aquatiques et l'attraction du Vieux Village et changea pour mettre plus d'attractions en place pour attirer la clientèle jeune.

### XXIesiècle
En 2000, les chercheurs du parc sont les premiers à réussir à déclencher la grossesse d'un grand dauphin par insémination artificielle.
En mai 2001, deux dauphins sont nés à la suite du succès de l'insémination artificielle.
En septembre 2007, Ocean Park Hong Kong augmente le prix de son ticket de 12 à 14 % selon les tranches pour profiter de la « Semaine d'or » (semaine où l'écrasante majorité de la population chinoise est en vacances).
Le 19 février 2011, le parc accueille son 100 millionième visiteur. Presque 35 ans après son ouverture, le parc compte 53 attractions et spectacles, le nombre de travailleurs est de 1 500 et le cap des 5 millions de visiteurs annuels est franchi.
En avril 2012, le parc franchit pour la première fois la barre des 6 millions de visiteurs en une année fiscale.
En novembre 2012, Ocean Park reçoit l'Applause Award au titre de meilleur parc de loisirs du monde lors du salon international de l'International Association of Amusement Parks and Attractions,.
Le 26 janvier 2020, Ocean Park et Hong Kong Disneyland ferment leurs portes pour une durée indéterminé en raison des risques liés à l'épidémie de coronavirus de Wuhan. Ils étaient précédés le 24 janvier 2020, par le parc Shanghai Disneyland.

## Ocean Park en chiffres
- Environ 30 000 enfants scolarisés à Hong Kong visitent chaque année ce parc.